# Bart contra Australia
Bart contra Australia, llamado Bart vs. Australia en la versión original en inglés, es un capítulo perteneciente a la sexta temporada de la serie animada Los Simpson, emitido originalmente el 19 de febrero de 1995. El episodio fue escrito por Bill Oakley y dirigido por Wes Archer. Phil Hartman fue la estrella invitada. En 2007, Vanity Fair nombró al episodio como el segundo mejor episodio de Los Simpson. En este episodio Los Simpson viajan a Australia para que Bart se disculpe por una broma telefónica.

## Sinopsis
En el baño, Bart nota que el agua del lavabo siempre gira en dirección contraria a las agujas del reloj. Lisa le explica que el agua solamente gira en dirección inversa en el Hemisferio Sur, debido al efecto Coriolis. Para confirmar esto, Bart hace llamadas telefónicas a varios países en ese hemisferio. Lisa le dice que las llamadas al extranjero generalmente son caras, por lo que su hermano hace una llamada por cobrar. Llama a Australia, donde un niño llamado Tobías le responde. Ocultando su identidad como un representante de la "Comisión Internacional del Drenaje", Bart es informado de que el inodoro y el lavadero drenan en dirección de las agujas del reloj. Frustrado, el niño le pide a Tobías que vaya y revise los inodoros de los vecinos. La espera dura seis horas, ya que Tobías vive en una localidad rural apartada de los demás y Bart no cuelga el teléfono.
Tres semanas después, a Bruno, padre de Tobías, se le cobra $900. El australiano llama a Bart y le pide que pague, recibiendo sólo burlas del niño. Desgraciadamente para Bart, el vecino de Bruno es un miembro federal del Parlamento Australiano, quien reporta la afrenta de Bart al primer ministro. Luego de una serie de cartas olvidadas del primer ministro y el procurador general, Australia acusa al niño Simpson de fraude. Un oficial del Departamento de Estado de los EE. UU. llega y les explica que Bart empeoró un ya deteriorado período de relaciones bilaterales entre las dos naciones. Cuando Marge se niega a permitir la privación de libertad a su hijo por cinco años para complacer a Australia, el Departamento de Estado hace un acuerdo para que Bart se disculpe públicamente en Australia. La familia es enviada a Australia y se hospeda en la Embajada de los EEUU, en Canberra. Cuando Bart ve un letrero prohibiendo a los visitantes extranjeros traer especies potencialmente invasivas, deja su rana mascota en el aeropuerto, la cual entra a la fauna siendo transportada por un canguro.
A su llegada, Bart realiza su disculpa, pero el Parlamento de Australia revela que ellos en realidad quieren darle una patada en el trasero con una bota gigante como castigo corporal por fraude contra la población de Australia. Desesperados, Bart y Homer escapan y la familia huye a la embajada, perseguidos por una multitud iracunda. Tras un enfrentamiento, los dos gobiernos proponen un compromiso a la familia Simpson: una sola patada del primer ministro, a través de la puerta de la embajada, con un zapato regular. Marge aún interfiere pero Bart acepta el trato. Sin embargo, el infante esquiva la patada, se baja los pantalones enfrente de los australianos con la frase "Don't tread on me" escrito en sus glúteos, para luego musitar "The Star-Spangled Banner". La turba entra en la embajada, y los Simpson son evacuados junto al personal de la embajada vía helicóptero. Mientras la familia Simpson vuela lejos, ellos notan que la rana de Bart se ha reproducido y que sus descendientes están provocando estragos en el ecosistema y granjas de Australia. Ellos se ríen de esta serie de eventos, inconscientes de que un koala se ha colgado del helicóptero en el que vuelan.